# Accidentul nuclear de la Fukushima-Daiichi

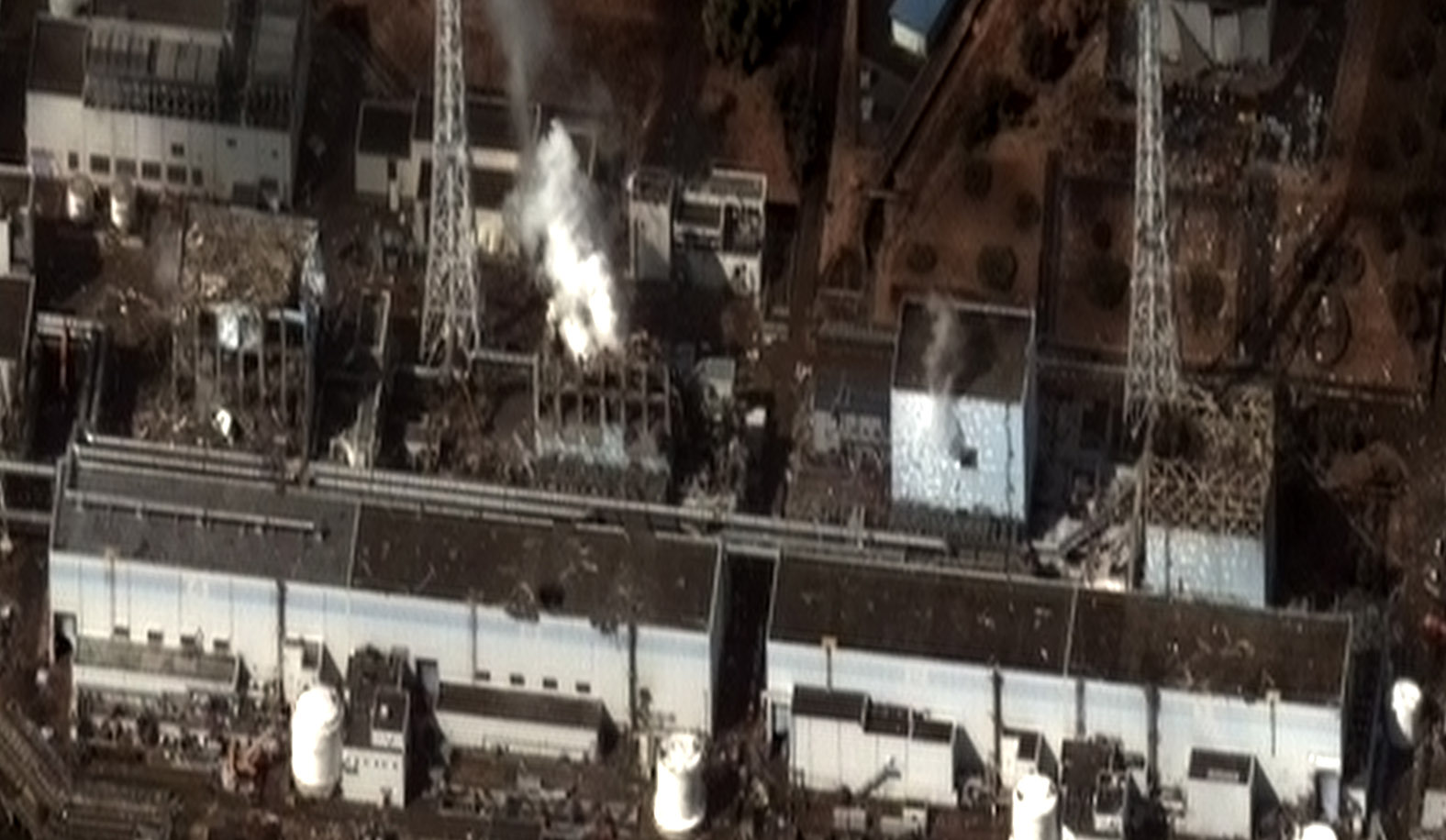
Centrala Fukushima I, imagine din satelit din 17 martie 2011 cu cei 4 reactori nucleari afectați

Accidentul nuclear de la Fukushima-Daiichi a avut loc la data de 11 martie 2011 la centrala electrică atomică Fukushima din Japonia, care avea 4 reactori nucleari, ca urmare a cutremurului din nord-estul țării de la ora 14:46, urmat de un tsunami de mari proporții. Centrala nucleară Fukushima I a fost nevoită să recurgă la acumulatorii electrici de rezervă, dar aceștia au o capacitate limitată. La 14 martie compania TEPCO (Tokyo Electric Power Company), care administrează centrala, a făcut cunoscut că nici sistemul de răcire al reactorului 2 nu mai funcționează. Fără o răcire normală la un reactor se poate ajunge la supraîncălzirea miezului cu material fisionabil radioactiv al reactorului până la o temperatură de 2000 °C, crescând riscul topirii lui și al unor explozii. La 15 martie autoritățile din Tokyo au anunțat că la reactorul (blocul) 2 Fukushima a avut loc o explozie care a avariat anvelopa acestuia, provocându-se astfel o creștere a radioactivității în zona înconjurătoare. Administrația centralei a vorbit despre "valori dramatice ale radioactivității". Drept urmare populația locală (care nu era încă evacuată) de pe o suprafață în jurul centralei cu o rază de 30 km a fost avizată să rămână în locuințe, pentru a nu se expune direct (este vorba de aparatul respirator) radioactivității crescute. După explozia de la reactorul 2 s-a anunțat un incendiu la reactorul 4 (care la cutremur era în revizie). De la acesta provenea o creștere puternică a radioactivității direct în atmosferă. Se speculează că reactorul respectiv ar avea două găuri de dimensiuni metrice în anvelopă.
Centrala nucleară de la Fukushima-Daiichi a fost construită începând cu 25 iulie 1967, iar primul reactor a fost inaugurat pe 26 martie 1971, urmat de reactorii 2 (18 iulie 1974), 3 (27 martie 1976), 4 (12 octombrie 1978). Alți 2 reactori, nr 5 (18 aprilie 1978) și 6 (24 octombrie 1979) nu au fost avariați în urma accidentului, dar au fost oficial opriți la 17 decembrie 2013, în timp ce cei 4 reactori avariați au fost opriți oficial la 19 mai 2011. Aceștia erau proiectați de General Electric cu ajutorul Toshiba, Hitachi, Ebasco și Kajima, fiind folosiți după tipul BWR–3/4/5. Acești reactori au fost criticați datorită proiectării nesigure, cu riscuri cunoscute încă de la inaugurarea centralei. Construcția altor 2 reactori aflată în faza inițială (cu data de pornire prevăzută între 2016 și 2018) a fost anulată.

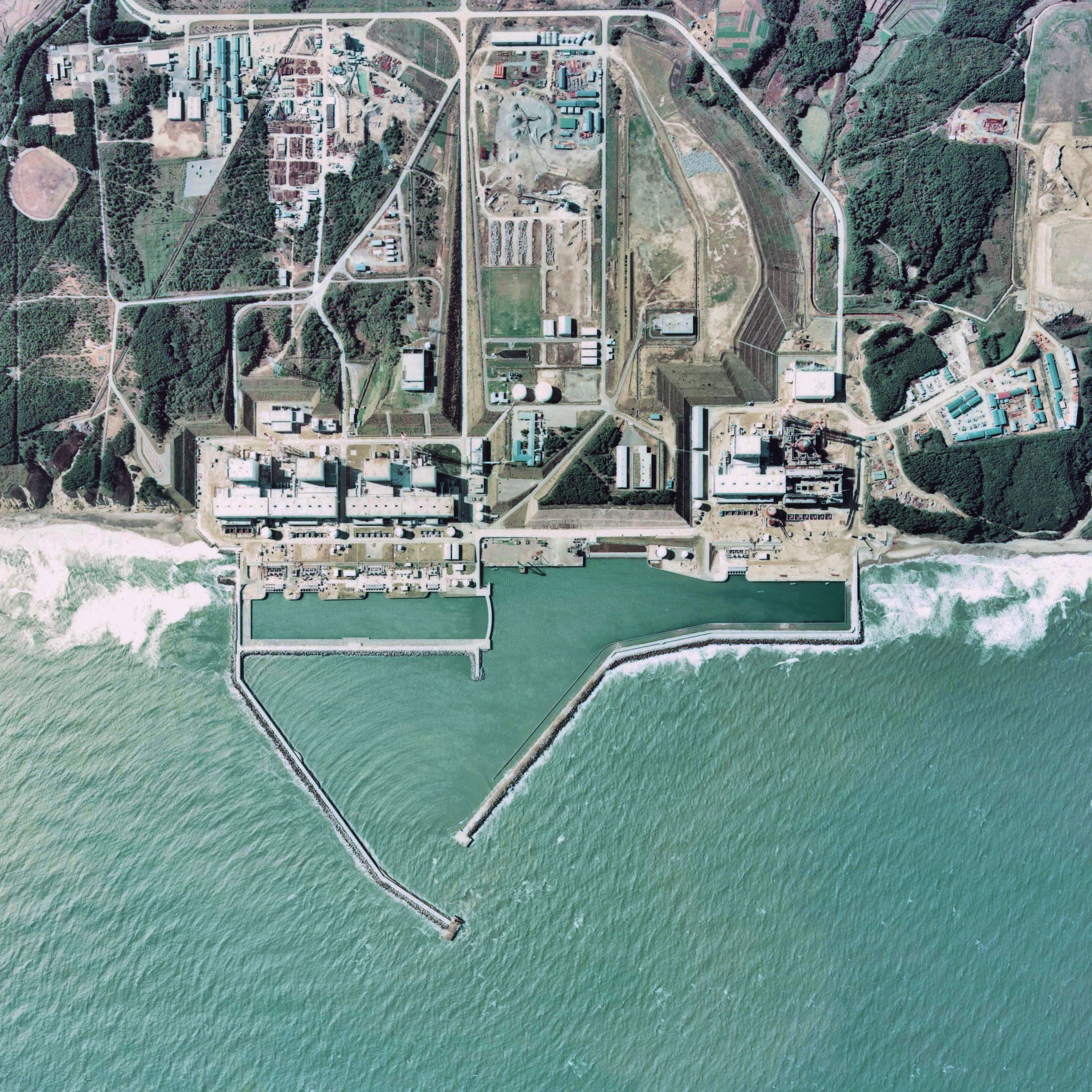
Centrala Fukushima în 1975, vedere spațială. Reactorii 1–4 se află la stânga (spre sud, Tokyo) iar reactorii 5–6 (spre nord, Hokkaido) se află la dreapta. La momentul respectiv, reactorii 5 și 6 erau în faza de construcție.

## Contaminare
Compania Tepco a făcut cunoscut rezultatele măsurătorilor radiațiilor, care se fac la fiecare 10 minute în diferite puncte din zona reactorului, după cum urmează:
| Stația de măsurare | Mobil / Fix | Poziție                        | Situat față de reactorul 2 | Distanță de reactorul 2 |
| ------------------ | ----------- | ------------------------------ | -------------------------- | ----------------------- |
| Stația 1           | fix         | periferia regiunii reactorului | nord                       | 2,5 km                  |
| Stația 2           | fix         | periferia regiunii reactorului | nord-nordvest              | 2,5 km                  |
| Stația 3           | fix         | periferia regiunii reactorului | nordvest                   | 1,6 km                  |
| Stația 4           | fix         | periferia regiunii reactorului | nordvest                   | 1,4 km                  |
| Stația 5           | fix         | periferia regiunii reactorului | vest                       | 1,3 km                  |
| Stația 6           | fix         | periferia regiunii reactorului | vest-sudvest               | 1,5 km                  |
| Stația 7           | fix         | periferia regiunii reactorului | sudvest                    | 1,2 km                  |
| Stația 8           | fix         | periferia regiunii reactorului | sud                        | 1,4 km                  |
| mașină- poziție 1  | mobil       | clădirea administrativă        | nordvest                   | 0,5 km                  |
| mașină- poziție 2  | mobil       | la sala de sport               | vest-nordvest              | 0,9 km                  |
| mașină- poziție 3  | mobil       | aproape de poarta de vest      | vest                       | 1,1 km                  |
| mașină- poziție 4  | mobil       | la poarta principală           | vest-sudvest               | 1,0 km                  |

Doza de radiație naturală, la care este expus în general tot Pământul, este între 0,0001–0,0002 milisievert/oră. Doza de radiație maximă admisă (considerată nevătămătoare omului) este cuprinsă între 200 și 300 milisievert/oră. În cazuri izolate s-a constatat că doza de 500 milisievert/oră poate cauza la unii oameni forma acută a bolii de radiație. Doza de 1000 milisievert s-a constat că a cauzat o mortalitate de 10 % în decurs de 30 de zile , iar doza totală de 6000 milisievert este letală (mortală). Datele de mai jos indică valorile măsurate în zona reactorului.
| Timp      | Doza (în mSv/h) | Locul                    | Situație                         |
| --------- | --------------- | ------------------------ | -------------------------------- |
| 11 martie | 0,00004         | Stațiile 1–8             | la puțin timp după cutremur      |
| 12 martie | 0,005–1,0       | Stațiile 1 și 6          | după explozia din reactorul 2    |
| 13 martie | 1,2             | Reactorul 1              |                                  |
| 14 martie | 0,020–0,004     | Stația 6                 | după explozia din reactorul 3    |
| 15 martie | 8,217–400       |                          | după explozia din reactorul 2    |
| 15 martie | 0,6–11,9        | Poarta principală        |                                  |
| 16 martie | 1,5–10          | Poarta principală        | după incendiul din reactorul 4   |
| 17 martie | 3,6             |                          | După încercarea de răcire cu apă |
| 18 martie | 0,279           | 1 km vest de reactorul 2 |                                  |
| 23 martie | 500             | Parterul reactorului 2   |                                  |
| 25 martie | 0,54            | Poarta principală        | scade d.m, la 0,205              |

La data de 26 martie Tepco a făcut cunoscut că valorile măsurate la parterul reactorilor 1–4 este de 200 mSv/h, iar apa radioactivă scursă printr-o spărtură de la reactorul 2 are o valoare măsurată de peste 1000 mSv/h.
La 12 aprilie 2011 autoritățile japoneze au mărit clasificarea accidentului nuclear de la Fukushima de la nivelul 5 la nivelul 7, nivelul maxim pe scara accidentelor nucleare. Nivelul 7 a fost și nivelul declarat la accidentul nuclear de la Cernobîl în 1986.